# Sutton (Suffolk)
Pour les articles homonymes, voir Sutton.
Sutton est un village et une paroisse civile du Suffolk, en Angleterre. Il est situé dans le sud-est du comté, à quelques kilomètres au sud-est de la ville de Woodbridge. Administrativement, il relève du district de East Suffolk. Au recensement de 2011, il comptait 1 804 habitants.
Le site archéologique de Sutton Hoo se trouve à proximité du village.

## Étymologie
Sutton est un toponyme très commun en Angleterre. Il se compose des éléments vieil-anglais sūth « sud » et tūn « ferme, domaine, village » et désigne ainsi une ferme située au sud d'une autre. Il est attesté sous la forme Suthtuna dans le Domesday Book, compilé en 1086.